# 703e division d'infanterie
La 703e division d'infanterie (en allemand : 703. Infanterie-Division ou 703. ID) est une des divisions d'infanterie de l'armée allemande (Wehrmacht) durant la Seconde Guerre mondiale.

## Création
La 703e division d'infanterie est formée le 22 mars 1945 comme nom de couverture pour un regroupement de troupes incluant les 10. et 24. Schiffs-Stamm-Abteilungen de la Kriegsmarine, ainsi que le Turkestanisches Infanterie-Bataillon 787, basé dans le Festung IJmuiden.
Elle est affectée à la 25. Armee au sein de l'Oberbefehlshaber Nordwest.
Le commandant de la division sert aussi de Festungs-Kommandant Ijmuiden.

## Organisation

### Commandants
| Date                      | Grade        | Commandant   |
| ------------------------- | ------------ | ------------ |
| 22 mars 1945 - 8 mai 1945 | Generalmajor | Hans Hüttner |

## Théâtres d'opérations
- Pays-Bas et Allemagne : Mars 1945 - Mai 1945

## Ordre de bataille
- 703. Infanterie-Division (= Festungs-Kommandant Ijmuiden)
- Grenadier-Regiment 219 (= 10. Schiffsstamm-Abteilung)
- Grenadier-Regiment 495 (= Turk. Bataillon 787)
- Grenadier-Regiment 579 (= 24. Schiffsstamm-Abteilung)
- Füsilier-Bataillon 703 (= 24. Schiffsstamm-Abteilung)
- Panzerjäger-Abteilung 973
- Divisionseinheiten 1973